# Эрезе
Эрезе́ (фр. Érezée, валлон. Erezêye) — коммуна в Валлонии, расположенная в провинции Люксембург, округ Марш-ан-Фамен. Принадлежит Французскому языковому сообществу Бельгии. На площади 78,44 км² проживают 2922 человека (плотность населения — 37 чел./км²), из которых 50,62 % — мужчины и 49,38 % — женщины. Средний годовой доход на душу населения в 2003 году составлял 11 298 евро.
Почтовый код: 6997. Телефонный код: 086.